# Surplus killing
Surplus killing – zjawisko nadmiarowego zabijania ofiar przez drapieżniki, nazywane czasem po polsku nadzabijaniem, zaobserwowane w warunkach laboratoryjnych i w naturze zachowanie drapieżników objawiające się zabiciem – w pewnych okolicznościach – większej liczby ofiar, niż drapieżnik potrzebuje do przeżycia. Ofiary są częściowo zjadane, częściowo ukrywane jako zapas, a ich nadmiar jest porzucany. Zjawisko surplus killing zaobserwowano u zooplanktonu, ważek, niektórych roztoczy, łasicowatych, wilków, orek, lisów rudych, hien cętkowanych, pająków, niedźwiedzi brunatnych, rysi (Lynx) i ludzi.
W warunkach naturalnych takie zachowanie drapieżników jest obserwowane bardzo rzadko. W większości przypadków zjawisko miało miejsce przy ograniczonych możliwościach ucieczki ofiar, np. zwierzęta hodowlane zamknięte w zagrodach, ofiary są osłabione i ryzyko związane z polowaniem jest mniejsze.
Nadmiarowe zabijanie ofiar jest przedmiotem badania etologii. Dotychczas nie zostały poznane przyczyny takich zachowań drapieżników. Wysuwane są różne teorie związane z instynktami, zwłaszcza z instynktem łowieckim i macierzyńskim. Zoopsychologia doszukuje się w takich przypadkach zależności pomiędzy zachowaniem apetencyjnym wywołanym głodem drapieżnika a bodźcem kluczowym wyzwalającym u drapieżnika zachowanie instynktowe.